# Avtorska pola
Ávtorska pôla je enota osebnega avtorskega dela in podlaga za obračun honorarja. Obsega 30.000 znakov (črk, številk, ločil, presledkov) ali približno 16 tipkanih strani. Ena tipkana stran je približno 1875, ena tipkana vrstica pa 62 do 63 znakov. Avtorska pola izhaja iz tiskovne pole, odtisnjene nerazrezane in nepreganjene pole papirja, ki predstavlja 8 listov ali 16 strani v knjigi.
To definicijo priznava tudi Avtorska agencija za Slovenijo, drugače pa je z Društvom znanstvenih in tehniških prevajalcev Slovenije, ki izhaja iz »obračunske strani čistopisa izvirnika«; ta ima samo 1500 znakov, a brez presledkov.